# Epic music
Epic music is een modern, semiklassiek muziekgenre dat ontstond uit een breed spectrum van andere genres.

## Geschiedenis
Rond 1990 ontstonden de eerste bedrijven die trailermuziek uitgaven. Later begonnen veel van deze bedrijven ook epic music te creëren. Een voorbeeld van deze bedrijven is Immediate Music, dat opgericht werd in 1993. Vanaf dat moment kwamen er ook geregeld albums en singles uit. Deze werden eerst enkel vrijgegeven voor bedrijven en de filmindustrie. Pas rond 2005-2010 begonnen enkele componisten naambekendheid te maken, mede doordat hun muziek niet enkel gebruikt werd in heel wat trailers, maar ook bij grote (sport)evenementen.
Zodra de eerste publieke albums opdoken ontstond de nood om het genre een naam te geven. De community, die toen heel wat kleiner was dan ze nu is, doopte het 'epic music'. Het eerste bedrijf dat epic music naar het publiek bracht was Globus , met het album Epicon. In 2008 werden ze gevolgd door Immediate music met Trailerhead. Deze public releases zorgden er, samen met de vele aanmoedigingen van de fans, voor dat ook Two Steps from Hell een publiek album vrijgaf (Invincible).
Deze releases, en het succes ervan, toonden de andere bedrijven/componisten dat er wel degelijk een markt was voor publieke albums. Naarmate het aantal albums steeg , steeg ook het aantal fans.. Het genre is ondertussen over de hele wereld, zelfs in de ruimte, gekend.

### Heden
Sinds de release van de eerste albums zijn er al heel wat nieuwe componisten verschenen. Als een componist zich profileert als een epic music composer, dan zal deze eerst door de community als zodanig geaccepteerd moeten worden. Indien de community vindt dat het nummer in epic music ondergebracht kan worden, dan alleen kan dit. Indien de community twijfelt, bijvoorbeeld door verdeelde meningen, dan wordt meestal het voordeel van de twijfel gegeven, waardoor het nummer zich ook als epic music kan profileren. De laatste tijd wordt steeds meer epic music gebruikt in film- en gametrailers. In dit geval behoort het nummer niet enkel tot de epic music, maar ook tot de trailermuziek. Deze twee genres overlappen elkaar dus. Naast deze overlap met trailermuziek heeft epic muziek ook een lichte overlap met piano en neoklassieke muziek.
Doordat epic music een recent fenomeen is zijn er veel nieuwe of bestaande componisten die het genre geadopteerd hebben. Naast componisten halen ook de officiële YouTube promotiekanalen voordelen uit het nieuwe genre. Deze kanalen promoten niet enkel nieuwe componisten. Ze maken ook cinematics die bij de muziek passen of ze maken uitgebreide muziekcompilaties. Deze kanalen worden door de community EMC's genoemd (Epic Music Channels).

## Categorieën
Hieronder worden de meest gebruikte categorieën opgelijst. Een nummer is echter niet gelimiteerd tot een van deze categorieën, overlap is mogelijk. Deze categorieën worden gegeven aan de nummers om de luisteraar op voorhand te laten weten welke emoties of stijl het nummer zal bevatten. Deze zijn vaak ook erg accuraat. Epic music luisteraars hebben vaak een favoriete stijl, maar meestal worden alle verschillende substijlen op zijn minst geapprecieerd.

### Vocal
Zodra er minstens één leadzanger aanwezig is in het nummer kan men het nummer onderverdelen als vocal. Elke nummer, van emotioneel tot horror, kan vocals bevatten. Extreme Music - Bring Me Back To Life is een voorbeeld van vocal epic music.

### World
World, ook wel de moderne vorm van folklore genoemd, bevat culturele of traditionele muziek. Voorbeelden hiervan zijn: Keltisch, Noors/Viking, Piraat,... Echter, niet alle culturele of traditionele muziek wordt epic music genoemd. Hier beslist opnieuw de comumnity over. Om een voorbeeld te geven: Adrian von Ziegler is op dit moment een van de meest bekende Keltische muziek componisten, maar er zijn slechts een paar van zijn nummers die epic music genoemd kunnen worden. Enkele voorbeelden van world muziek kunnen in Epic Celtic Music Mix - Most Powerful & Beautiful Celtic Music | Vol.1 gehoord worden.

### Hybrid/Rock
Hybrid betekent: meerdere genres omvattend. Hybrid epic music heeft vaak veel gelijkenissen met EDM/elektronische muziek. Deze nummers worden toch epic music genoemd door de community omdat ze bepaalde gevoelens/emoties vertolken. Rock, waarvan men zegt dat het het meest lijkt op klassieke muziek (in vergelijking met de andere hedendaagse genres), past ook erg goed in het epic music genre. Doordat beide stijlen, Hybrid en Rock, erg krachtig zijn, gaan ze vaak hand in hand. Een voorbeeld van een Hybrid/Rock epic music is Les Friction - World On Fire.

### Anders (Orchestral/Choral)
Deze stijl omvat al de andere epic nummers. Om toch een onderscheid te maken tussen de verschillende nummers wordt vaak gebruik gemaakt van de volgende termen: Emotional, Uplifting, Powerful, Dramatic, Inspirational, Action, Adventure, Heroic or Sad, daarnaast worden ook termen als Battle, Horror, Massive, Pounding, Intense, Legendary, Vengeful, Wondrous, Fantasy or Majestic vaak gebruikt. Two Steps From Hell - Protectors of the Earth, het meest bekende epic nummer, valt onder deze categorie.

## Epic Composers
Dit is een incomplete, tijdelijke lijst van componisten. Veel van deze componisten/bedrijven profileren zichzelf als Epic Music producers, met motto's zoals: "The home of Epic Music", "where Epic Music lives", etc.
| Notable Composers | Notable Composers | Notable Composers | Notable Composers | Notable Composers | Notable Composers | Notable Composers                      |
| --- | --- | --- | --- | --- | --- | -------------------------------------- |
| 8Dawn Music ADN Compositions Aeralie Brighton Alex Pfeffer All Good Things Attila Ats Audiomachine AudioNetwork Axl Rosenberg Brand X Music | BrunuhVille C21 FX Chris Haigh Christian Reindl Chroma Music City Of The Fallen Colossal Trailer Music Confidential Music Corner Stone Cues Daniel Lenz Music | Danny Cocke Dean Valentine Dylan C. Jones E.S Posthumus Edward Bradshaw Epic North Epic Score Eurielle Future World Music Gareth Coker | Globus Gothic Storm Hans Zimmer Hi-Finesse IMAscore Immediate Music Instrumental Core Ivan Torrent J2 James Paget Jeremiah Pena | Jo Blankenburg Josh Mobley Junkie XL Kevin Riepl Marcin Przybylowicz Mark Petrie Nick Murray Nick Phoenix Phantom Power Music Position Music | Q-Factory Really Slow Motion Secession Studios Sonic Librarian Music Sonic Symphony Steve Jablonsky The Spiritual Machines Thomas Adam-Habuda Thomas Bergersen Tony Anderson | Two Steps From Hell Varien Zack Hemsey |